# Parate y Mira
Parate y Mira é um dos maiores hits do grupo argentino Los Pericos. No Brasil, esta canção ganhou destaque na versão feita pelos Paralamas do Sucesso intitulada Lourinha Bombril.

## Videoclipe
O videoclipe desta canção foi gravado na cidade de Buenos Aires, sob a direção de Pucho Mentasti. Foi o segundo clipe argentino a alcançar a primeira posição na MTV norteamericana'.